# The Ball
The Ball – logiczny first-person shooter stworzony przez Teotl Studios i wydany przez Tripwire Interactive w 2010. Początkowo gra komputerowa została stworzona jako modyfikacja gry Unreal Tournament III. Modyfikacja została następnie przeniesiona jako samodzielne wydanie przy pomocy Unreal Development Kit. Twórcy postanowili wziąć udział w konkursie Make Something Unreal, gdzie gra zdobyła wiele nagród, włączając drugie miejsce w konkursie i nagrodę za najlepszą modyfikację gry first-person shooter.
Gra uzyskała przeciętne oceny krytyków, otrzymując średnią ocenę 68% na stronie Metacritic agregującej recenzje gier komputerowych.
W 2013 gra została przeniesiona na konsolę Ouya jako tytuł startowy.